# Richecourt
Richecourt é uma comuna francesa na região administrativa de Grande Leste, no departamento de Meuse. Estende-se por uma área de 6,23 km². Em 2010 a comuna tinha 59 habitantes (densidade: 9,5 hab./km²).